# Morti nel 1997/Maggio
| Questa pagina contiene informazioni ricavate automaticamente dalle voci biografiche con l'ausilio del template Bio e di un bot. L'aggiornamento è periodico e automatico e ricostruisce completamente la pagina. Se manca una persona in questa lista, sei pregato di non aggiungerla, ma accertati piuttosto che la sua voce biografica contenga il template Bio e che i dati anagrafici siano correttamente compilati. Se il template Bio manca, inseriscilo tu stesso o, in alternativa, metti l'avviso {{tmp\|Bio}} che ne segnala la mancanza. Se i dati riportati sono sbagliati, correggi direttamente la voce biografica; le modifiche saranno visibili in questa lista entro pochi giorni. Per chiarimenti vedi il progetto biografie. La lista contiene solo le 108 persone che sono citate nell'enciclopedia e per le quali è stato implementato correttamente il template Bio. Pagina aggiornata al 3 mar 2024. |

- 1º maggio - Elena Altieri, attrice italiana (n. 1916)
- 1º maggio - Friedl Däuber, sciatore alpino tedesco (n. 1911)
- 1º maggio - Tauno Kukkamäki, geodeta finlandese (n. 1909)
- 1º maggio - Giuseppe Perricone, politico italiano (n. 1924)
- 1º maggio - Bo Widerberg, regista svedese (n. 1930)
- 2 maggio - John Carew Eccles, neurofisiologo e filosofo australiano (n. 1903)
- 2 maggio - Heinz Ellenberg, ecologo, biologo e botanico tedesco (n. 1913)
- 2 maggio - Paulo Freire, pedagogista brasiliano (n. 1921)
- 2 maggio - Fran Fullenwider, attrice statunitense (n. 1945)
- 2 maggio - Falcone Lucifero, politico italiano (n. 1898)
- 3 maggio - Luigi Girolamo Vittorio Napoleone Bonaparte, militare francese (n. 1914)
- 3 maggio - Sébastien Enjolras, pilota automobilistico francese (n. 1976)
- 3 maggio - Hughie Green, conduttore televisivo, attore e produttore televisivo britannico (n. 1920)
- 3 maggio - Narciso Yepes, chitarrista spagnolo (n. 1927)
- 4 maggio - Serafín Areta, calciatore spagnolo (n. 1930)
- 4 maggio - Wijeyananda Dahanayake, politico singalese (n. 1901)
- 4 maggio - Rudolf Edinger, sollevatore austriaco (n. 1902)
- 4 maggio - Lyman Bradford Smith, botanico statunitense (n. 1904)
- 4 maggio - Suhayr al-Qalamawi, scrittrice e politica egiziana (n. 1911)
- 5 maggio - Giulio Balestrini, calciatore italiano (n. 1907)
- 5 maggio - George Burns, generale britannico (n. 1911)
- 5 maggio - Walter Gotell, attore tedesco (n. 1924)
- 5 maggio - John Edwards Hill, zoologo britannico (n. 1928)
- 5 maggio - Frank Moss, calciatore inglese (n. 1917)
- 6 maggio - Angelo Novi, fotografo italiano (n. 1930)
- 6 maggio - Alfredo Pazzaglia, politico e avvocato italiano (n. 1927)
- 7 maggio - Sydney Joseph Freedberg, storico dell'arte statunitense (n. 1914)
- 8 maggio - Pat Hughes, tennista britannico (n. 1902)
- 8 maggio - Robert H. Krieble, chimico e imprenditore statunitense (n. 1916)
- 8 maggio - Bernhard Nooni, calciatore e cestista estone (n. 1909)
- 8 maggio - Giuseppina Allegri Tassoni, storica dell'arte e saggista italiana (n. 1900)
- 8 maggio - Kai-Uwe von Hassel, politico tedesco (n. 1913)
- 9 maggio - Rawya Ateya, insegnante, giornalista e politica egiziana (n. 1926)
- 9 maggio - Guido Biondi, politico e partigiano italiano (n. 1927)
- 9 maggio - Marco Ferreri, regista, sceneggiatore e attore italiano (n. 1928)
- 9 maggio - Willy Hess, musicologo e compositore svizzero (n. 1906)
- 9 maggio - Kazumi Kawai, attrice e cantante giapponese (n. 1964)
- 9 maggio - Tom Ponzi, investigatore e criminologo italiano (n. 1921)
- 9 maggio - Pietro Valenza, politico italiano (n. 1920)
- 10 maggio - John P. Austin, scenografo statunitense (n. 1906)
- 10 maggio - Buddy Anderson, trombettista statunitense (n. 1919)
- 10 maggio - Carlo Baiardi, musicista italiano (n. 1915)
- 10 maggio - Jacinto Quincoces, calciatore e allenatore di calcio spagnolo (n. 1905)
- 10 maggio - Silvano Tranquilli, attore e doppiatore italiano (n. 1925)
- 11 maggio - Yusaku Kamekura, designer e illustratore giapponese (n. 1915)
- 11 maggio - Howard Morton, attore statunitense (n. 1925)
- 11 maggio - David Christie, cantante, compositore e produttore discografico francese (n. 1948)
- 12 maggio - Einar Gundersen, calciatore norvegese (n. 1915)
- 12 maggio - Hendrikus Plenter, calciatore olandese (n. 1913)
- 12 maggio - Achille Salerni, avvocato e politico italiano (n. 1899)
- 12 maggio - Henri Thomasson, scrittore e mistico francese (n. 1910)
- 13 maggio - Pëtr Markovič Abovin-Egides, filosofo russo (n. 1917)
- 13 maggio - Giacomo Augello, politico italiano (n. 1931)
- 13 maggio - Pietro Caramello, presbitero e filosofo italiano (n. 1908)
- 13 maggio - Mario Costa, politico italiano (n. 1921)
- 13 maggio - Gino Costenaro, calciatore e allenatore di calcio italiano (n. 1912)
- 13 maggio - Zdeňka Veřmiřovská, ginnasta cecoslovacca (n. 1913)
- 14 maggio - Jambyn Batmönkh, politico mongolo (n. 1926)
- 14 maggio - Thelma Carpenter, cantante e attrice statunitense (n. 1922)
- 14 maggio - Morton Heilig, regista, direttore della fotografia e inventore statunitense (n. 1926)
- 15 maggio - Alberto Giubilo, giornalista e telecronista sportivo italiano (n. 1917)
- 15 maggio - Friedl Volgger, politico, giornalista e scrittore italiano (n. 1914)
- 16 maggio - Giuseppe De Santis, regista, sceneggiatore e critico cinematografico italiano (n. 1917)
- 16 maggio - Bones McKinney, cestista e allenatore di pallacanestro statunitense (n. 1919)
- 17 maggio - Michail Byčkov, hockeista su ghiaccio sovietico (n. 1926)
- 17 maggio - Francesco Loda, avvocato e politico italiano (n. 1936)
- 18 maggio - Bridgette Andersen, attrice statunitense (n. 1975)
- 19 maggio - Francesco Bartoli, critico d'arte italiano (n. 1933)
- 19 maggio - Paolo Panelli, attore, comico e conduttore televisivo italiano (n. 1925)
- 19 maggio - Troy Ruttman, pilota automobilistico statunitense (n. 1930)
- 20 maggio - Virgilio Barco Vargas, politico colombiano (n. 1921)
- 20 maggio - John Rawlins, regista e montatore statunitense (n. 1902)
- 20 maggio - Antonio Seccareccia, poeta e scrittore italiano (n. 1920)
- 21 maggio - Fiorenzo Carpi, compositore italiano (n. 1918)
- 21 maggio - Vlastimil Pokorný, calciatore cecoslovacco (n. 1926)
- 22 maggio - Alziro Bergonzo, architetto e pittore italiano (n. 1906)
- 22 maggio - Donald Curtis, attore statunitense (n. 1915)
- 22 maggio - Virgilio Dagnino, scrittore, giornalista e banchiere italiano (n. 1906)
- 22 maggio - Alfred Hershey, genetista statunitense (n. 1908)
- 22 maggio - Renzo Montagnani, attore e doppiatore italiano (n. 1930)
- 23 maggio - Oswaldo Calero, calciatore colombiano (n. 1945)
- 23 maggio - Dorothy Gulliver, attrice statunitense (n. 1908)
- 24 maggio - Robbie Branscum, scrittrice statunitense (n. 1937)
- 24 maggio - Edward Mulhare, attore irlandese (n. 1923)
- 25 maggio - Sydney Guilaroff, parrucchiere statunitense (n. 1907)
- 25 maggio - Bruno Mancinotti, pittore e scultore italiano (n. 1923)
- 25 maggio - Leksa Manuś, poeta e linguista lettone (n. 1942)
- 26 maggio - Manfred von Ardenne, fisico tedesco (n. 1907)
- 26 maggio - Ernst Biehler, generale tedesco (n. 1903)
- 26 maggio - Jack Jersey, musicista e cantante olandese (n. 1941)
- 26 maggio - Erik Pausin, pattinatore artistico su ghiaccio austriaco (n. 1920)
- 27 maggio - Henry Barakat, regista egiziano (n. 1914)
- 27 maggio - Luis María Otiñano, calciatore spagnolo (n. 1943)
- 28 maggio - Sung Nak-woon, calciatore sudcoreano (n. 1926)
- 29 maggio - Jeff Buckley, cantautore e chitarrista statunitense (n. 1966)
- 29 maggio - Giovanni Caravale, economista italiano (n. 1935)
- 29 maggio - Oreste Granillo, politico e dirigente sportivo italiano (n. 1926)
- 29 maggio - Aleksandr Petrovič Každan, bizantinista russo (n. 1922)
- 29 maggio - Giovanni Paganin, scultore italiano (n. 1913)
- 29 maggio - Jack Parkinson, cestista statunitense (n. 1924)
- 30 maggio - Béla Barényi, ingegnere austro-ungarico (n. 1907)
- 30 maggio - West Arkeen, chitarrista, compositore e percussionista statunitense (n. 1960)
- 31 maggio - Damiano da Bozzano, religioso e missionario italiano (n. 1898)
- 31 maggio - José González, nuotatore spagnolo (n. 1906)
- 31 maggio - Oswald Kaduk, militare e criminale di guerra tedesco (n. 1906)
- 31 maggio - Giuseppe Negri, attore e conduttore televisivo italiano (n. 1936)
- 31 maggio - Johnny Papalia, mafioso canadese (n. 1924)
- 31 maggio - Poul Petersen, allenatore di calcio e calciatore danese (n. 1921)